# Concacaf
Confederation of North, Central American and Caribbean Association Football, mer känt under förkortningen Concacaf; stiliserat som CONCACAF, är Nord- och Centralamerikas samt Karibiens fotbollsförbund, grundat 1961 genom en sammanslagning av Confederación Centroamericana y del Caribe de Fútbol (CCCF) och North American Football Confederation (NAFC). Under 1990-talet började förbundet på allvar stärka sin profil.
Concacaf arrangerar Concacaf Gold Cup vartannat år.

## Medlemsländer som spelat VM
- Costa Rica (åttondelsfinal 1990, gruppspel 2002/2006/2018,kvartsfinal 2014)
- El Salvador (gruppspel 1970/1982)
- Haiti (gruppspel 1974)
- Honduras (gruppspel 1982/2010/2014)
- Jamaica (gruppspel 1998)
- Kanada (gruppspel 1986)
- Kuba (kvartsfinal 1938)
- Mexiko (kvartsfinal 1970/1986, åttondelsfinal 1994/1998/2002/2006/2010/2014/2018, gruppspel 1950/1954/1958/1962/1966/1978)
- Panama (gruppspel 2018)
- Trinidad och Tobago (gruppspel 2006)
- USA (Brons 1930, kvartsfinal 2002, åttondelsfinal 1994/2010/2014 gruppspel 1934/1950/1990/1998/2006)

## Fotbollsturneringar
- Concacaf Gold Cup (landslag)
- Concacaf Champions League (klubblag)

### Regionala fotbollsturneringar
- Caribbean Football Union (CFU)

Caribbean Cup (landslag)
CFU Club Championship (klubblag)
- Union Centroamericana de Futbol (UNCAF)

Copa Centroamericana (landslag)
Copa Interclubes UNCAF (klubblag)
- North American Football Union (NAFU)

North American SuperLiga (klubblag), tidigare för landslag:
NAFC-mästerskapet (1947, 1949)
North American Nations Cup (1990, 1991)

## Damfotboll
Concacaf arrangerar Guld Cup för damer. Turneringen används också som kvalificering till VM.
Mexiko, Kanada och USA, Costa Rica och Jamaica är de enda Nordamerikanska länder som spelat i VM. Bästa placering har USA med två guld men Kanada nådde en fjärde plats 2003.
I OS, till skillnad från herrarna, är det världens bästa lag som ställer upp och det är de som spelar bäst i VM som får spela där. USA och Mexiko har gjort det; USA har vunnit OS både 1996 hemma i Atlanta och 2004, 2008 och 2012. Mexiko nådde kvartsfinal 2004. Kanada tog brons 2012 och 2016.

## Medlemsländer
- Amerikanska Jungfruöarna (dam ·  herr)
- Anguilla (dam ·  herr)
- Antigua och Barbuda (dam ·  herr)
- Aruba (dam ·  herr)
- Bahamas (dam ·  herr)
- Barbados (dam ·  herr)
- Belize (dam ·  herr)
- Bermuda (dam ·  herr)
- Bonaire (dam ·  herr)[a]
- Brittiska Jungfruöarna (dam ·  herr)
- Caymanöarna (dam ·  herr)
- Costa Rica (dam ·  herr)
- Curaçao (dam ·  herr)
- Dominica (dam ·  herr)
- Dominikanska republiken (dam ·  herr)
- El Salvador (dam ·  herr)
- Franska Guyana (dam ·  herr)[a]
- Grenada (dam ·  herr)
- Guadeloupe (dam ·  herr)[a]
- Guatemala (dam ·  herr)
- Guyana (dam ·  herr)
- Haiti (dam ·  herr)
- Honduras (dam ·  herr)
- Kanada (dam ·  herr)
- Kuba (dam ·  herr)
- Martinique (dam ·  herr)[a]
- Mexiko (dam ·  herr)
- Montserrat (dam ·  herr)
- Nicaragua (dam ·  herr)
- Panama (dam ·  herr)
- Puerto Rico (dam ·  herr)
- Saint Kitts och Nevis (dam ·  herr)
- Saint Lucia (dam ·  herr)
- Saint-Martin (dam ·  herr)[a]
- Saint Vincent och Grenadinerna (dam ·  herr)
- Sint Maarten (dam ·  herr)[a]
- Surinam (dam ·  herr)
- Trinidad och Tobago (dam ·  herr)
- Turks- och Caicosöarna (dam ·  herr)
- USA (dam ·  herr)

Före detta medlemmar
- Nederländska Antillerna, ersattes 2010 av Curaçao.

## Anmärkningslista
1. 1 2 3 4 5 6  Ej medlem i Fifa.